# Paul Newey
Paul Anthony Newey (* 6. September 1968 in Dorset) ist ein britischer Unternehmer und Pokerspieler aus England.

## Persönliches
Im Jahr 1991 war Newey, nachdem er zuvor von einem Finanzdienstleistungsunternehmen entlassen worden war, einer der Mitbegründer von Ocean Finance. Die Firma wurde mit rund 2500 Pfund gegründet und bietet die Konsolidierung kleinerer Schulden zu einem Darlehen an. Im November 2006 verkaufte er das Unternehmen für rund 200 Millionen Pfund an eine Tochtergesellschaft der American International Group, einer der größten Erstversicherungskonzerne der Welt. Newey lebt in Tamworth.

## Pokerkarriere
Newey spielt vorrangig Cash Game mit hohen Limits. Er spielt auf der Onlinepoker-Plattform PokerStars unter dem Nickname topdoll827.
Seine erste Geldplatzierung bei einem Live-Turnier erzielte Newey Anfang Juni 2012 in Birmingham. In den Jahren 2012, 2014 und 2016 spielte er jeweils das Big One for One Drop, ein Pokerturnier mit einem Buy-in von einer Million US-Dollar bzw. Euro. 2014 schaffte er bei diesem Event, das bei der World Series of Poker (WSOP) im Rio All-Suite Hotel and Casino am Las Vegas Strip ausgetragen wurde, den Sprung an den Finaltisch und belegte den mit mehr als 1,4 Millionen US-Dollar dotierten siebten Platz. Im Dezember 2014 wurde Newey beim Super High Roller der European Poker Tour (EPT) in Prag Zweiter und erhielt knapp 560.000 Euro. Ende April 2016 beendete er das EPT Super High Roller in Monte-Carlo auf dem fünften Platz, der mit rund 485.000 Euro bezahlt wurde. Im November 2016 erreichte Newey bei zwei Events der Asia Championship of Poker in Macau jeweils den Finaltisch und sicherte sich Preisgelder von umgerechnet über 860.000 US-Dollar. Anfang September 2019 gewann er das dritte Event der British Poker Open in London mit einer Siegprämie von über 150.000 Pfund und damit sein erstes Live-Turnier überhaupt.
Insgesamt hat sich Newey mit Poker bei Live-Turnieren mehr als 5,5 Millionen US-Dollar erspielt.